# Lucien-Emile Mossard
Lucien-Emile Mossard tên Việt Nam là Mão, M.E.P., là một nhà truyền giáo và giám mục người Pháp. Ông là đại diện tông tòa của Địa phận Địa phận Tây Đàng Trong từ 1899 - 1920. 
Ông sinh ngày 24 tháng 10 năm 1851 tại Dampierre sur Doules trong Địa phận Besancon (Pháp), gia nhập Hội truyền giáo nước ngoài Paris năm 1873, thụ phong linh mục ngày 23 tháng 9 năm 1876, sang Việt Nam truyền giáo ngày 30 tháng 9 và tới Sài Gòn ngày 2 tháng 11 năm 1876.
Ông được giám mục Colombert gửi đi Pondichéry (Ấn Độ) để học Tiếng Ấn, tìm hiểu phong tục Ấn Độ nhằm giúp đỡ những người Ấn tới Nam kỳ lập nghiệp ngày càng đông. Sau đó, ông học Tiếng Việt ở họ đạo Cái Mơn và tập làm mục vụ dưới sự hướng dẫn của thừa sai Gernot. Thành thạo Tiếng Việt, đầu năm 1878, ông được cử làm giáo sư Tiểu chủng viện Thánh Giuse.
Tháng 6 năm 1881, thừa sai Mossard được giám mục Colombert cử về Tân Định thay thế linh mục Eveil lard. Sang năm 1882, ông làm quản xứ Chợ Đũi - nơi có đông người Ấn sinh sống. Ông là người đã xây nhà thờ và nhà xứ Chợ Đũi. Năm 1899, ông làm giám đốc trường Taberd và đã xây hai dãy nhà mới cho trường. Năm 1890, trường Taberd được chuyển giao cho các sư huynh La San phụ trách.
Cuối năm 1890, ông chuyển về Chợ Quán, hoàn tất nhà thờ Chợ Quán do thừa sai Errard đang xây dở dang. Ông cũng đã giúp mở mang việc học hành cho các nữ tu và xây nhà nguyện Dòng Mến Thánh Giá Chợ Quán. Năm 1898, ông về nhà thờ lớn Sài Gòn chưa được một năm thì được chọn làm giám mục đại diện Tông tòa Tây Đàng Trong. Lễ tấn phong được cử hành tại nhà thờ Đức Bà Sài Gòn.
Trong nhiệm kỳ của mình, ông đã xây hai nhà hưu dưỡng cho các linh mục ở Chí Hòa. Là người đặc biệt quan tâm tới giáo dục, ông đã cho xuất bản tuần báo Nam kỳ địa phận - tờ báo công giáo đầu tiên của Nam kỳ và Việt Nam.
Đầu năm 1920, ông lên tàu về Pháp để mổ mắt nhưng về tới Marseille, ông lâm trọng bệnh, sau khi được chữa trị, ông về Dijon chữa bệnh trong gia đình và mất tại Dijon ngày 11 tháng 2 năm 1920.